# NGC 3906
NGC 3906 este o galaxie spirală situată în constelația Ursa Mare. A fost descoperită în 1788 de către William Herschel. Se află la o distanță de 19,8 megaparseci de Pământ.